# مارك بيو
مارك بيو (بالإنجليزية: Marc Pugh) مواليد 2 أبريل 1987 في إنجلترا، هو لاعب كرة قدم إنجليزي يلعب مع نادي بورنموث كلاعب وسط.

## مرحلة الشباب

### أندية لعب لها
- نادي بيرنلي

## المسيرة الاحترافية

### أندية لعب لها
- نادي بيرنلي
- نادي بوري
- شروزبري تاون
- نادي بورنموث

## روابط خارجية
- مارك بيو على موقع قاعدة بيانات كرة القدم.إي يو (الإنجليزية)
- مارك بيو على موقع Soccerbase.com (لاعب) (الإنجليزية)
- مارك بيو على موقع Soccerway.com (الإنجليزية)
- مارك بيو على موقع عالم كرة القدم.نت (الإنجليزية)
- مارك بيو على موقع AS.com (الإسبانية)